# Rhoptria erebata
Rhoptria erebata là một loài bướm đêm trong họ Geometridae.